# X (álbum de The Driver Era)
X es el álbum de estudio debut del dúo de música estadounidense The Driver Era, lanzado el 28 de junio de 2019 por BMG.

## Lanzamiento y promoción
Los hermanos Rocky y Ross Lynch habían estado haciendo música juntos durante algún tiempo junto con sus otros hermanos, como parte de la ahora desaparecida banda de pop rock R5. El 1 de marzo de 2018, las cuentas de Instagram y Twitter de R5 se cambiaron a The Driver Era, y se eliminaron todas las publicaciones anteriores. El mismo día, la banda lanzó adelantos de su primer sencillo «Preacher Man», que luego se lanzó el 16 de marzo de 2018.

### Lanzamiento
El 24 de agosto de 2018, The Driver Era lanzó su próximo sencillo, «Afterglow», que estuvo disponible por primera vez en su canal de YouTube antes de que finalmente se pusiera en Spotify. Su tercer sencillo, «Low», fue lanzado el 26 de octubre de 2018.[cita requerida]
El 10 de marzo de 2019, The Driver Era lanzó un video titulado «Haven't Left the Garage», que incluía fragmentos de varias pistas próximas del álbum que interpretarían en la gira. El cuarto sencillo del álbum, «Feel You Now», se lanzó el 29 de marzo de 2019 después de haber sido objeto de burlas anteriormente, con un video musical lanzado tres semanas después, el 17 de abril de 2019. El último sencillo del álbum «Welcome to the End of Your Life», fue lanzado el 26 de abril de 2019, con un video musical lanzado poco después. El 13 de junio de 2019, The Driver Era lanzó un video musical para la canción «Low», además de anunciar el título de su álbum de estudio debut, X. El álbum fue lanzado el 28 de junio de 2019.[cita requerida]
El 10 de enero de 2020 se lanzó una obra extendida con remixes de varias pistas del álbum, titulada Some Remixes of X.

## Recepción de la crítica
X recibió críticas generalmente positivas de los críticos musicales. Kelly McCafferty Dorogy, escribiendo para Atwood Magazine, describió el álbum como «una graduación de sus primeros años en el mega grupo pop R5», encontrando que la combinación de géneros soul, funk, pop y rock del grupo proporciona profundidad a cada pista. Honor Cockroft de The London Centrist comparó el álbum con un «concierto en casa», elogiando la producción de Rocky y el talento vocal de Ross.

## Canciones
| No.             | Título                            | Escritor(es)                                                                                                | Duración |
| --------------- | --------------------------------- | --- | -------- |
| 1.              | «Welcome to the End of Your Life» | - Ross Lynch - Rocky Lynch                                                                                  | 3:23     |
| 2.              | «Nobody Knows»                    | - Ross Lynch - Rocky Lynch - Ellington Ratliff                                                              | 3:30     |
| 3.              | «Scared of Heights»               | - Ross Lynch - Rocky Lynch                                                                                  | 3:52     |
| 4.              | «Feel You Now»                    | - Ross Lynch - Rocky Lynch - Ratliff - Brigitte Guitart                                                     | 4:18     |
| 5.              | «San Francisco»                   | - Ross Lynch - Rocky Lynch - Ratliff                                                                        | 3:39     |
| 6.              | «Low»                             | - Rocky Lynch                                                                                               | 3:30     |
| 7.              | «giveuwhatuwant»                  | - Ross Lynch - Rocky Lynch                                                                                  | 3:20     |
| 8.              | «Natural»                         | - Ross Lynch - Rocky Lynch - Ratliff - Morgan Reid                                                          | 3:16     |
| 9.              | «Afterglow»                       | - Ross Lynch - Rocky Lynch - Brigitte Guitart                                                               | 3:11     |
| 10.             | «Preacher Man»                    | - Julian Bunetta - Edward Drewett - Gamal Lewis - Jacob Kasher Hindlin - John Henry Ryan - Brigitte Guitart | 3:39     |
| Total duración: | Total duración:                   | Total duración:                                                                                             | 35:43    |